# Ondřej Kolář
Ondřej Kolář (Liberec, 17 de octubre de 1994) es un futbolista checo que juega de portero en el Slavia Praga de la Fortuna liga. Fue internacional sub-18, sub-19, sub-20, sub-21 con la selección de fútbol de la República Checa antes de debutar con la absoluta.

## Clubes
| Club                  | País            | Año       |
| --------------------- | --------------- | --------- |
| F. C. Slovan Liberec  | República Checa | 2013-2017 |
| FK Varnsdorf (cedido) | República Checa | 2013      |
| FK Varnsdorf (cedido) | República Checa | 2016      |
| S. K. Slavia Praga    | República Checa | 2018-act. |

## Palmarés

### Títulos nacionales
| Título                               | Club                 | País            | Año  |
| ------------------------------------ | -------------------- | --------------- | ---- |
| Copa de la República Checa           | F. C. Slovan Liberec | República Checa | 2015 |
| Copa de la República Checa           | S. K. Slavia Praga   | República Checa | 2018 |
| Liga de Fútbol de la República Checa | S. K. Slavia Praga   | República Checa | 2019 |
| Copa de la República Checa           | S. K. Slavia Praga   | República Checa | 2019 |
| Liga de Fútbol de la República Checa | S. K. Slavia Praga   | República Checa | 2020 |
| Liga de Fútbol de la República Checa | S. K. Slavia Praga   | República Checa | 2021 |
| Copa de la República Checa           | S. K. Slavia Praga   | República Checa | 2021 |
| Copa de la República Checa           | S. K. Slavia Praga   | República Checa | 2023 |
| Liga de Fútbol de la República Checa | S. K. Slavia Praga   | República Checa | 2025 |